# Joshua J. Macrae
Joshua J. Macrae (* 1964 in Tel Aviv; auch bekannt als Josh Macrae) ist ein britischer Schlagzeuger und Musikproduzent.
Er war Schlagzeuger von Roger Taylor Rockband The Cross, an deren Songwriting Macrae ebenfalls beteiligt war. In den folgenden Jahren koproduzierte er Taylors Soloalben und er spielte auf dessen „Happiness“-Tournee erneut Schlagzeug. 1992 begann Macraes Zusammenarbeit mit Queen, als er die verbliebenen Mitglieder beim Freddie Mercury Tribute Concert als Perkussionist begleitete. Danach wirkte er als Tontechniker und Koproduzent an zahlreichen Alben der Band mit, darunter Queens Made in Heaven sowie The Cosmos Rocks von Queen + Paul Rodgers.
Darüber hinaus arbeitete Joshua J. Macrae als Produzent, Tontechniker und Schlagzeuger auch mit weiteren Musikern, wie beispielsweise Bob Geldof, zusammen.

## Diskografieauswahl

### Als Schlagzeuger
- 1990: The Cross – Mad, Bad, and Dangerous to Know
- 1991: The Cross – Blue Rock
- 1993/2002: The Freddie Mercury Tribute Concert (VHS: 1993; DVD: 2002)
- 2001: Geldof – Sex, Age & Death

### Als Produzent und Tontechniker
- 1994: Roger Taylor – Happiness?
- 1995: Queen – Made in Heaven
- 1998: Roger Taylor – Electric Fire
- 1999: Queen – Greatest Hits III
- 2001: Geldof – Sex, Age & Death
- 2004: 46664: The Event (DVD; div. CDs)
- 2005: Queen + Paul Rodgers – Return of the Champions
- 2007: Eddie Martin – Contrary Mary
- 2007: Queen – Queen Rock Montreal
- 2008: Queen + Paul Rodgers – The Cosmos Rocks
- 2009: Queen + Paul Rodgers – Live in Ukraine
- 2010: Kerry Ellis -  Anthems